# Linea Roca
La linea Roca (Línea General Roca in spagnolo) è un insieme di servizi ferroviari suburbani che uniscono la capitale argentina Buenos Aires con le città dell'area sud-orientale della grande conurbazione bonaerense, nella limitrofa provincia di Buenos Aires. I servizi sono gestiti dalla compagnia statale Trenes Argentinos dal 2 marzo 2015.

## Le rete
La rete è composta dalle seguenti linee:
- Constitución - Ezeiza
- Constitución - Alejandro Korn
- Constitución - La Plata
- Constitución - Gutiérrez (via Temperley)
- Constitución - Bosques (via Quilmes)
- Ezeiza - Cañuelas
- Haedo - Temperley
- Temperley - San Miguel del Monte
- Temperley - Lobos